# Lütgeneder
Lütgeneder ist ein Ortsteil der Stadt Borgentreich im Kreis Höxter in Nordrhein-Westfalen.
Es wohnen ca. 400 Einwohner in 125 Häusern, damit wohnen im Schnitt mehr als 3 Personen in einem Haus. Mit einem Anteil von ca. 15 % Jugendlicher bis 20 Jahre im Dorf liegt Lütgeneder ungefähr im Bundesschnitt. Verteilt nach Generationen sind 28 % der Einwohner in der jungen 1. Generation, 44 % in der mittleren Generation und 28 % in der älteren, dritten Generation. Das Dorf ist daher bis heute durch die Landwirtschaft geprägt. Aber auch kleine Industriebetriebe, Dienstleister und neue Arbeitsformen etablieren sich.

## Geografie
Geographisch liegt Lütgeneder mitten in der Warburger Börde an der Bundesstraße 241 etwa 5 Kilometer südwestlich der Stadt  Borgentreich, ca. 200 Meter über NHN. Am Ortsrand des Dorfes vereinigt sich die Eder (Eggel), die in Bonenburg unterhalb der Kirche entspringt und durch Engar und Großeneder nach Osten fließt, mit der Eggel; sie nimmt deren Namen an und mündet bei Haueda in die Diemel. Die Böden rund um Lütgeneder besitzen sehr hohe Qualität und die höchsten Bodenwertzahlen in Westdeutschland. Ihre Fruchtbarkeit verdankt die Borgentreicher Keupermulde, wie die Börde auch genannt wird, vor allem dem Löß, der während der letzten Eiszeit angeweht und in Schichten bis zu 10 m Dicke abgelagert wurde. Wind und Wasser formten die Landschaft weiter, räumten flache Täler aus und schufen weite Landrücken. Landschaftgestaltend wirkten nicht zuletzt auch Vulkane der Tertiärzeit. Sie durchbrachen die Muschelkalk-, Keuper- und Lößschichten an mehreren Stellen und bildeten kegelförmige Berge, in denen die Eruptivmassen zu Basaltgestein erkalteten. So entstanden Desenberg, Dörenberg und Hüssenberg sowie in der Flur von Lütgeneder der Tannenkopf (auch Woitenberg genannt) und die flache, bewaldete Kuppe des Weißholzes. Der Basaltstein im Inneren dieser Kuppe wurde seit 1835 für den Bau der Kreisstraßen gebrochen und bildete über 100 Jahre lang eine willkommene Einnahmequelle für das Dorf. Heute lädt das Weißholz als einziger Buchenhochwald der baumarmen Bördelandschaft die Bewohner von Lütgeneder und Umgebung zu erholsamen Spaziergängen ein.
Die Nachbarorte sind im Uhrzeigersinn im Norden beginnend Borgentreich, Rösebeck, Daseburg, Dössel, Hohenwepel (alle drei in der Stadt Warburg), Großeneder und Eissen (letzterer in der Stadt Willebadessen).

## Geschichte
Die Ortschaft Lütgeneder konnte im Jahre 1987 auf ein 1100-jähriges Bestehen zurückblicken. Ihre erste urkundliche Erwähnung geschah im Herbst des Jahres 887, als Kaiser Karl III. auf Bitten des Paderborner Bischofs Biso die Privilegien des 868 gegründeten Kanonissenstiftes Heerse (Neuenheerse) bestätigte und dem Kloster zudem Besitzungen von zehn Hufen mit Haus und Hof und allem Zubehör in der „Villa Nadri“ schenkte. Aus der Ortsbezeichnung „Nadri“ entwickelte sich der Name „Neder“ und weil in den ältesten Urkunden noch nicht zwischen West- und Ostneder oder „major und minor neder (Groß- und Kleinneder)“ unterschieden wurde, führt auch die Ortschaft Großeneder ihr 1100-jähriges Bestehen auf diese Urkunde zurück.
Lütgeneder gehörte bis zu den Napoleonischen Kriegen zur Landvogtei Peckelsheim im Hochstift Paderborn. Von 1807 bis 1813 gehörte Lütgeneder zum Kanton Rösebeck im Departement der Fulda des Königreichs Westphalen. 1816 kam Lütgeneder zum neuen Kreis Warburg in der preußischen Provinz Westfalen, in dem die Gemeinde bis 1937 zum Amt Borgholz und danach bis 1974 zum Amt Borgentreich gehörte. 
Im Frühjahr 1845 zeigte die Dorfbewohnerin Karoline Beller (1830–1865) Stigmata an Händen und Füßen. Bis zum 15. Juli 1845 besuchten über 20.000 Schaulustige Lütgeneder, um Karoline Bellers Wundmale zu sehen, als die Obrigkeit eingriff.
Durch die Gebietsneuordnung, die im Sauerland/Paderborn-Gesetz festgelegt wurde, verlor auch die Gemeinde Lütgeneder am 1. Januar 1975 ihre Selbstständigkeit. Sie wurde ein Ortsteil der Stadt Borgentreich, die gleichzeitig in den Kreis Höxter wechselte. Statt des bisherigen Gemeinderates mit einem Bürgermeister an der Spitze vertritt nun der Ortsvorsteher allein die Interessen des Dorfes. Diese Amtsbezeichnung erinnert zwar an die früheren Ortsvorsteher, die von 1803 bis 1945 den Gemeinden vorstanden, ihre Kompetenzen aber sind ungleich geringer.

## Religionen
Lütgeneder ist ein stark katholisch geprägter Ort. Die Gemeinde gehört dem Pfarrverband Borgentreich an. Die neugotische St. Michael-Kirche wurde zwischen 1850 und 1852 errichtet.